# Leibniz-Institut für Astrophysik Potsdam
Das Leibniz-Institut für Astrophysik Potsdam (vormals Astrophysikalisches Institut Potsdam, daher abgekürzt AIP) ist eine Stiftung bürgerlichen Rechts und eine Forschungseinrichtung der Leibniz-Gemeinschaft. Es hat seinen Sitz in Potsdam-Babelsberg, ebenfalls dazu gehört das Sonnenobservatorium Einsteinturm und der Große Refraktor auf dem Telegrafenberg in Potsdam. Das Institut wurde 1992 als Nachfolger des Zentralinstituts für Astrophysik der Akademie der Wissenschaften der DDR gegründet. Die Geschichte dieser Brandenburger Forschungseinrichtung geht aber bis zur 1700 gegründeten Berliner Sternwarte und dem 1874 Astrophysikalischen Observatorium Potsdam zurück. Dem Institut und seinen Vorläufern gehörten einige der bedeutendsten Astrophysiker an.
Die Forschungsgebiete umfassen die Hauptfelder der Astronomie und Astrophysik, von der Sonnen- und Sternphysik über die Stern- und Galaxienentstehung bis hin zur Kosmologie. Eine wichtige Rolle spielen dabei die stellaren und kosmischen Magnetfelder (Magnetohydrodynamik) und die Gravitation als Einflussfaktoren in unterschiedlichen Größenskalen. Außerdem ist das Institut Partner des Large Binocular Telescope in Arizona, errichtet robotische Teleskopen auf Teneriffa und in der Antarktis, entwickelt astronomische Instrumentierung für Großteleskope wie dem VLT der ESO. Neben der Bodengebundenen Astronomie ist das Institut auch an Weltraumprojekten der Europäische Weltraumorganisation (z. B. Solar Orbiter) beteiligt und arbeitet auf dem Gebiet der E-Science.

## Geschichte

### Zeittafel
- 1700 Einführung des sog. 'Verbesserten Kalenders' in den protestantischen Staaten Deutschlands
- 10. Mai 1700 Erlass des Kalenderpatents für die zu gründende Berliner Sternwarte
- 18. Mai 1700 Berufung Gottfried Kirchs zum Direktor der Sternwarte
- 11. Juli 1700 Gründung der Kurfürstlich-Brandenburgische Societät der Wissenschaften
- 1711 Errichtung des ersten Sternwartengebäudes
- 1832–1835 Bau der neuen Berliner Sternwarte durch Karl Friedrich Schinkel
- 1846 Entdeckung des Planeten Neptun durch Johann Gottfried Galle
- 1865 Berufung Wilhelm Julius Foersters zum Direktor
- 1874 Gründung des Astronomischen Recheninstituts
- 1874 Gründung des Astrophysikalischen Observatoriums Potsdam (AOP)
- 1876–1879 Bau des Hauptgebäudes des Astrophysikalischen Observatoriums auf dem Potsdamer Telegrafenberg
- 1881 erster Michelson-Versuch in Potsdam
- 1886 Entdeckung der Kanalstrahlen durch Eugen Goldstein
- 1888 Nachweis der Polhöhenschwankung durch Karl Friedrich Küstner
- 1888 erste fotografische Radialgeschwindigkeitsmessung durch Hermann Carl Vogel
- 1896 Versuche zum Nachweis der Radiostrahlung der Sonne durch Johannes Wilsing und Julius Scheiner am AOP

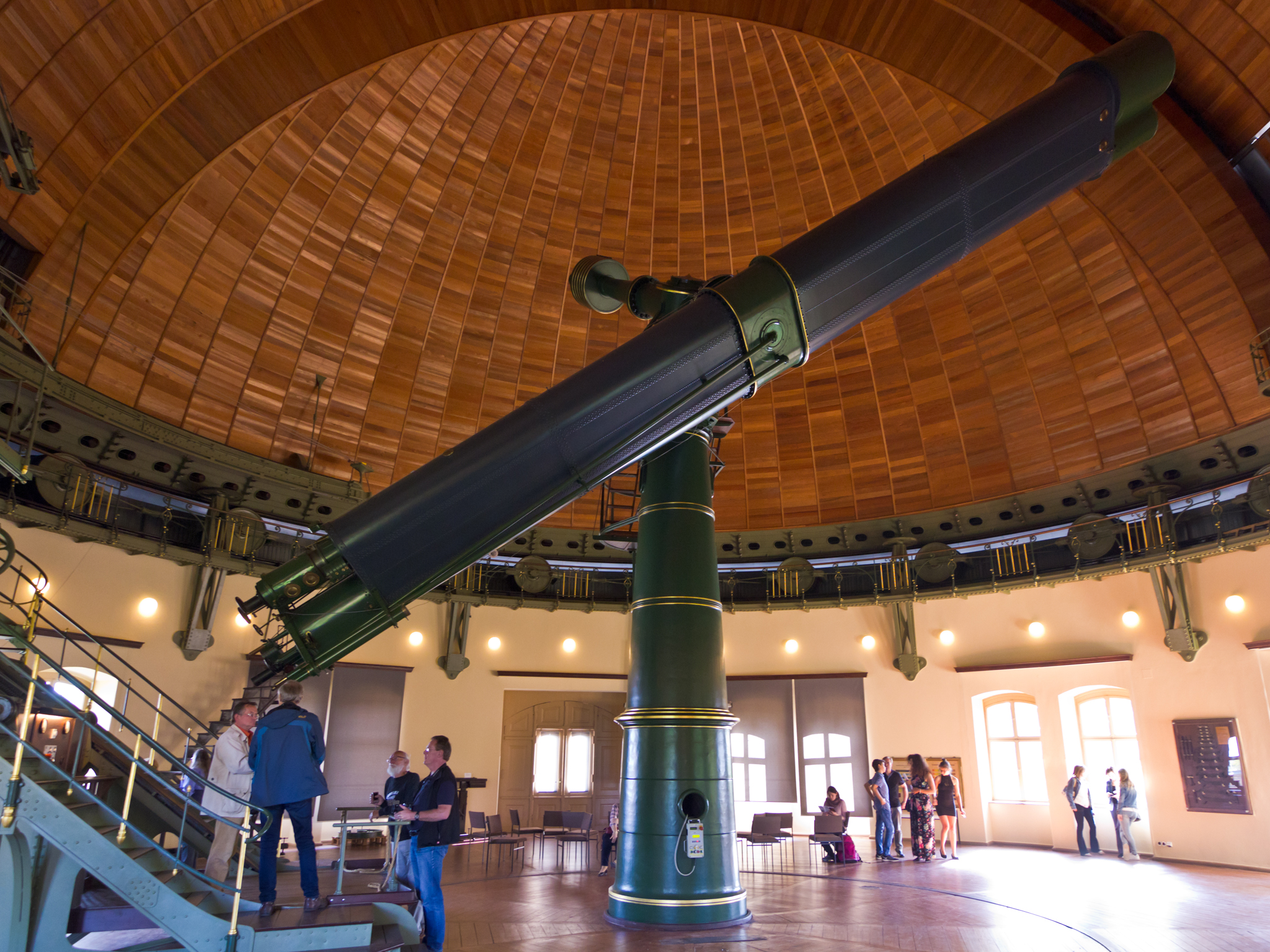
Der 1899 fertiggestellte „Große Refraktor“

- 1899 Fertigstellung des Potsdamer Großen Refraktors
- 1904 Berufung von Karl Hermann Struve zum Direktor der Berliner Sternwarte
- 1909 Berufung von Karl Schwarzschild zum Direktor des AOP
- 1911–1913 Bau der Sternwarte in Babelsberg
- 1913 Umzug der Berliner Sternwarte nach Babelsberg
- 1913 Einführung der lichtelektrischen Fotometrie durch Paul Guthnick in Babelsberg
- 1915 Fertigstellung des Babelsberger Großen Refraktors
- 1921–1924 Bau des Einstein-Turmes auf dem Telegrafenberg
- 1924 Fertigstellung des 1,22-m-Spiegels in Babelsberg
- 1931 Angliederung der Sonneberger Sternwarte an die Sternwarte Babelsberg
- 1. Januar 1947 Übernahme von AOP und Sternwarte Babelsberg durch die Deutsche Akademie der Wissenschaften
- 1954 Beginn der Radiobeobachtungen in Tremsdorf
- 1960 Fertigstellung des 2-m-Spiegels in Tautenburg
- 1969 Gründung des Zentralinstituts für Astrophysik
- 1. Januar 1992 Beginn der Tätigkeit des Astrophysikalischen Instituts Potsdam (AIP), Karl-Heinz Rädler wird wissenschaftlicher Vorstand
- 1998 Günther Hasinger wird wissenschaftlicher Vorstand des AIP
- 2001 Klaus G. Strassmeier wird wissenschaftlicher Vorstand des AIP
- 2004 Matthias Steinmetz wird wissenschaftlicher Vorstand des AIP
- 2011 Das Institut wird von 'Astrophysikalisches Institut Potsdam' in 'Leibniz-Institut für Astrophysik Potsdam (AIP)' umbenannt.
- 2012 Einweihung des Sonnenteleskops GREGOR auf Teneriffa
- 2013 Große Jubiläumsfeier „100 Jahre Sternwarte Babelsberg“

### Anfänge

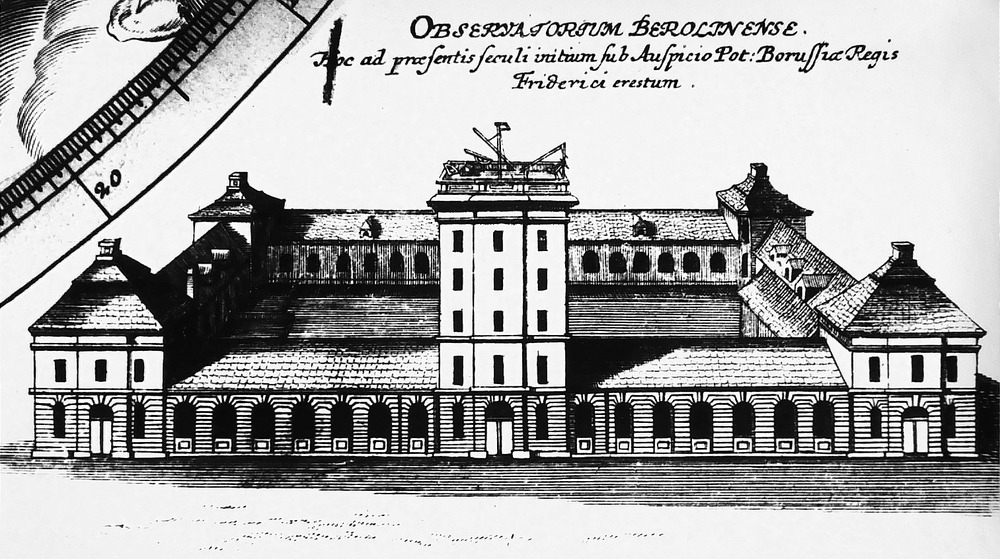
Erste Berliner Sternwarte in der Berliner Dorotheenstraße (1711)

Kurfürst Friedrich III. gründet am 11. Juli 1700 die Brandenburgische Societät. Zuvor war einer noch zu gründenden Sternwarte das Kalendermonopol erteilt und Gottfried Kirch am 18. Mai 1700 zu deren Direktor berufen worden. Die Sternwarte sollte mit den Gebühren für den von ihr berechneten und vertriebenen Grundkalender die Akademie finanzieren helfen, und sie tat dies tatsächlich bis zu Beginn des 19. Jahrhunderts. Der Grundkalender wurde noch bis 1991 an der inzwischen nach Babelsberg übersiedelten Sternwarte berechnet. Im Jahre 1711 wurde in der Berliner Dorotheenstraße ein erstes Sternwartengebäude errichtet, dem 1835 ein Neubau in der Lindenstraße folgte.
Die Entdeckung des Planeten Neptun im Jahre 1846 durch Johann Gottfried Galle machte die Berliner Sternwarte weltweit bekannt. Ebenso bedeutend waren die Entdeckung der Kanalstrahlen und der Nachweis der Polhöhenschwankung der Erde durch Karl Friedrich Küstner 1888. Die beiden letztgenannten wissenschaftlichen Großtaten fallen in die Zeit des Direktorats von Wilhelm Julius Foerster, der zugleich einen entscheidenden Anteil an der Errichtung der Observatorien in Potsdam hatte: an der Gründung des Astrophysikalischen Observatoriums auf dem Telegrafenberg im Jahre 1874 und an der Übersiedlung der Berliner Sternwarte nach Babelsberg, die 1913 vollendet wurde.

### Die Gründung des Astrophysikalischen Observatoriums Potsdam

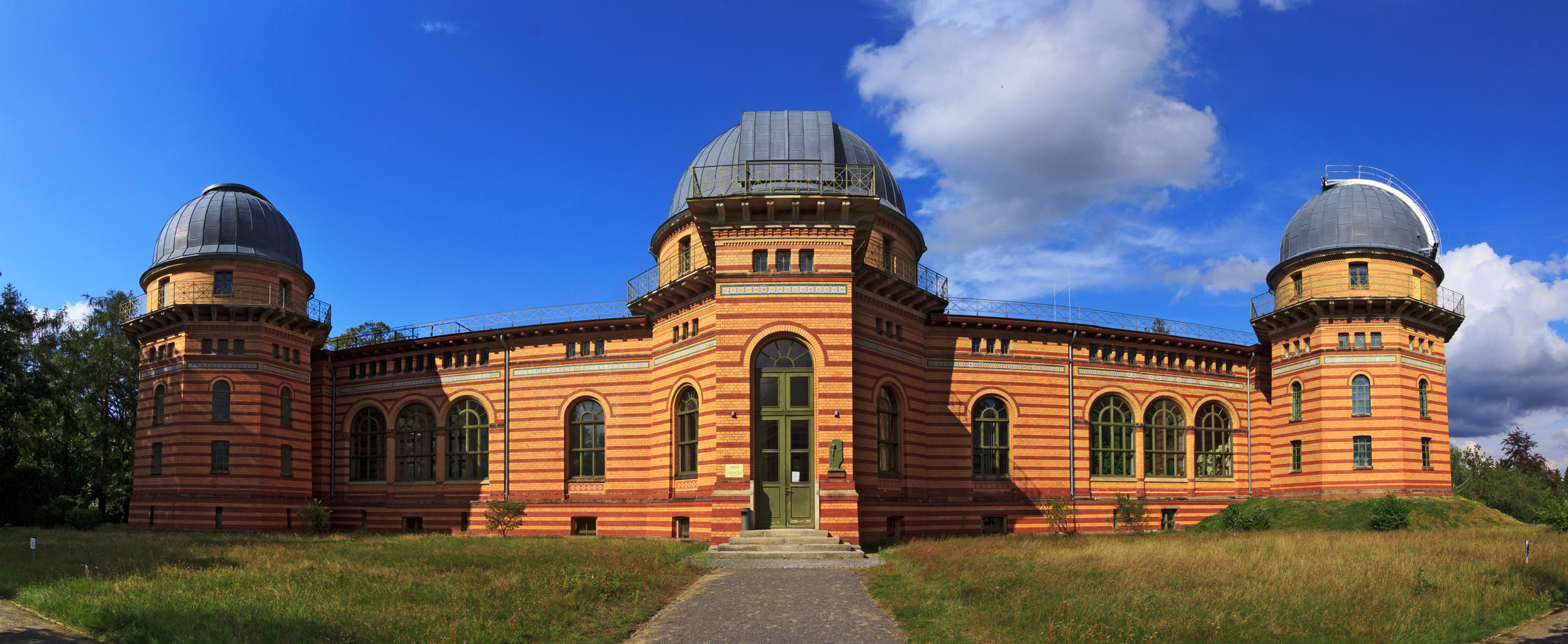
Das Astrophysikalische Observatorium Potsdam wird heute nicht mehr astronomisch genutzt. Als Teil des Wissenschaftsparks Albert Einstein beherbergt es heute das Potsdam-Institut für Klimafolgenforschung.

Foerster erkannte die von Gustav Kirchhoff und Robert Wilhelm Bunsen entwickelte Spektralanalyse als einer der ersten und regte 1871 in einer an den Kronprinzen gerichteten Denkschrift, in der er auf die Bedeutung und den praktischen Nutzen der Sonnenforschung einging, zunächst den Bau eines Sonnenobservatoriums an.
Als Standort wurde der Telegrafenberg gewählt. Am 1. Juli 1874 wurde das Astrophysikalische Observatorium Potsdam (AOP) gegründet. Es wurden zunächst Sonnenbeobachtungen von einem Turm durchgeführt. Im Herbst 1876 begann der Bau des Hauptgebäudes, und im Herbst 1879 wurde dieses vollendet und seine Erstausstattung mit Instrumenten abgeschlossen.
Die Leitung des AOP wurde einem Direktorium übertragen, das aus Wilhelm Julius Foerster, Gustav Kirchhoff und Arthur Auwers bestand. Im Jahre 1882 wurde Hermann Carl Vogel zum alleinigen Direktor des Observatoriums ernannt, das sich unter seiner Leitung stärker der Sternphysik zuwandte. Vogel gelang es als erstem, Radialgeschwindigkeiten von Sternen fotografisch zu messen, und er entdeckte so die spektroskopischen Doppelsterne.
Im Jahre 1899 wurde auf dem Telegrafenberg der Große Refraktor, der größte bis dahin gebaute Refraktor mit einem 80- und 50-Zentimeter-Doppelobjektiv von Steinheil auf einer Repsold-Montierung in einem Kuppelbau von 24 Meter Durchmesser fertiggestellt und mit einem Festakt in Gegenwart des Kaisers Wilhelm II. eingeweiht.
Ein Jahrzehnt später wurde mit Karl Schwarzschild einer der bedeutendsten Astrophysiker dieses Jahrhunderts zum Direktor berufen. Schon in kurzer Zeit hat er grundlegende Beiträge zur Astrophysik und zu der gerade entstehenden Allgemeinen Relativitätstheorie geleistet.
Das AOP ist mit der Entwicklung der Relativitätstheorie in vieler Hinsicht verbunden. So führte Albert A. Michelson 1881 im Keller des Hauptgebäudes zum ersten Male jenen berühmten Interferometerversuch zum Nachweis der Bewegung der Erde gegenüber dem Lichtäther durch, dessen „Misserfolg“ eine der Grundlagen für die 1905 von Einstein aufgestellte spezielle Relativitätstheorie darstellt.

### Die Übersiedlung der Berliner Sternwarte nach Babelsberg

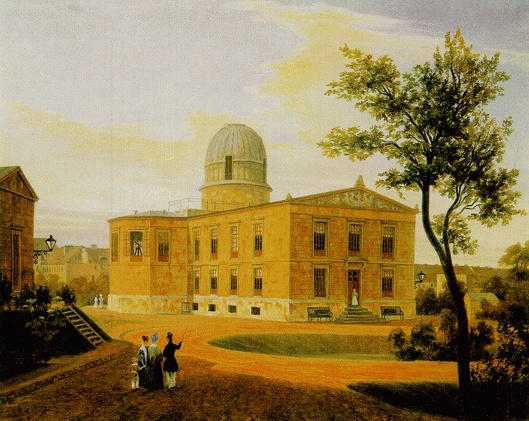
Alte Neue Berliner Sternwarte in der Lindenstraße

Das schnelle Wachstum Berlins Ende des 19. Jahrhunderts hatte dazu geführt, dass die ursprünglich außerhalb der Stadt errichtete Berliner Sternwarte völlig umbaut und eine den Ansprüchen der Forschung genügende Beobachtungstätigkeit damit nahezu unmöglich geworden war. Schon Mitte der neunziger Jahre war daher unter anderem von Wilhelm Julius Foerster der Neubau einer Sternwarte außerhalb Berlins vorgeschlagen worden. Mit der Berufung Hermann von Struves als Nachfolger Foersters zum Direktor im Jahre 1904 nahm dieses Projekt konkrete Formen an.
Nach Probebeobachtungen durch Paul Guthnick im Sommer 1906 fiel schließlich die Entscheidung zugunsten des Standorts auf dem Babelsberg. Das Gelände, das ursprünglich zum Park Babelsberg gehörte, wurde kostenlos zur Verfügung gestellt. Die Kosten für die neuen Gebäude (1,1 Millionen Goldmark) und für die instrumentelle Ausrüstung (450.000 Goldmark) konnten durch den Verkauf des Grundstücks der alten schinkelschen Sternwarte in Berlin, die später abgerissen wurde, gedeckt werden. Unter der Leitung von Baurat Hermann Eggert wurde im Juni 1911 mit der Errichtung der von Georg Thür entworfenen Gebäude begonnen, und bereits Anfang August 1913 konnte die Übersiedlung abgeschlossen werden.

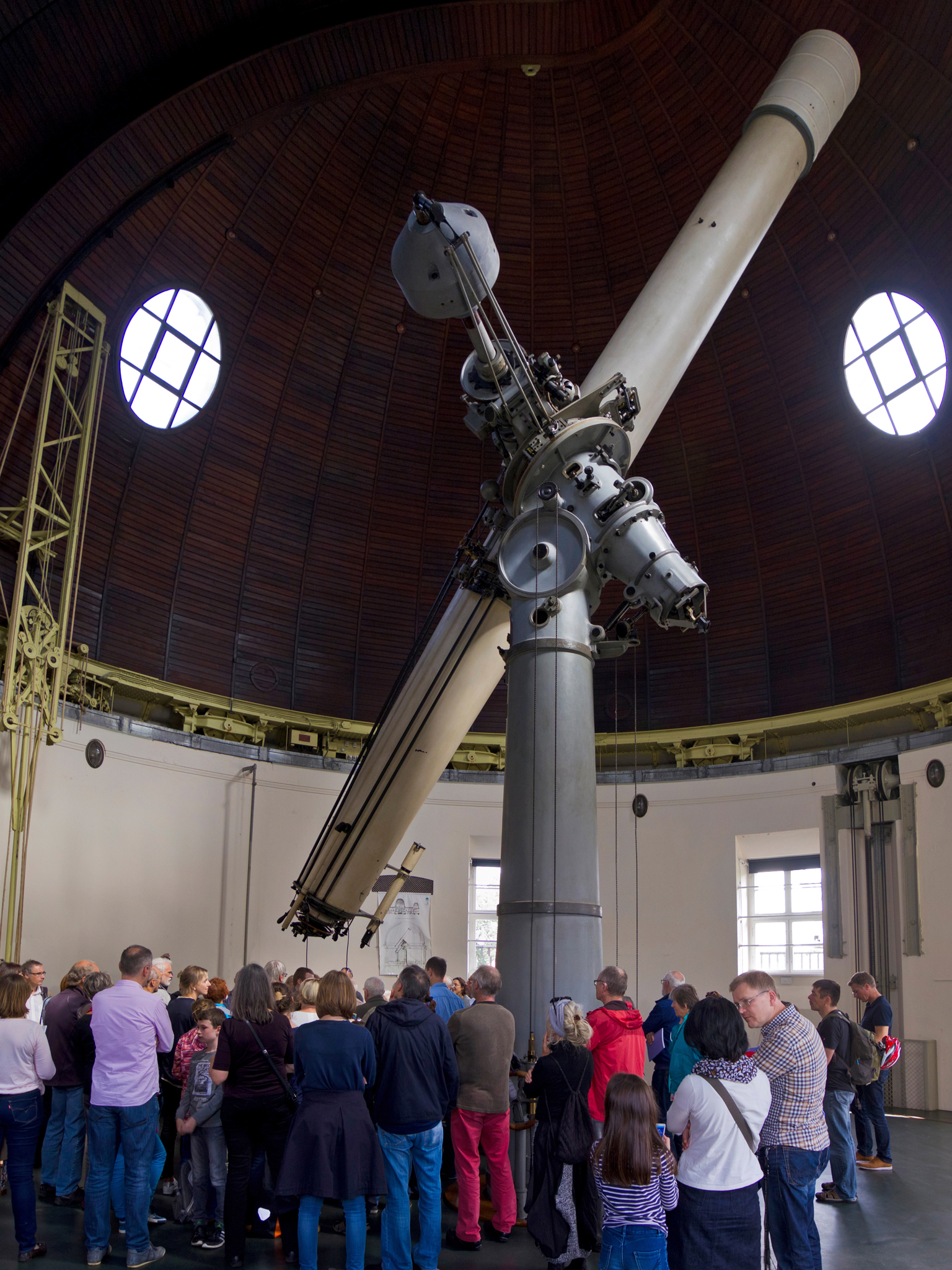
Der 65 cm Zeiss-Refraktor

Die ersten neuen Instrumente kamen im Frühjahr 1914 hinzu. 1915 wurde die Aufstellung des 65-cm-Refraktors vollendet, welches das erste astronomische Großinstrument der Firma Carl Zeiss Jena war. Die Fertigstellung des 120-cm-Spiegelteleskops zog sich infolge des Weltkriegs noch bis 1924 hin. Struve starb 1920 und konnte die Vollendung seines Lebenswerks nicht mehr erleben. Sein Nachfolger wurde Paul Guthnick, der 1913 mit der lichtelektrischen Fotometrie die erste objektive Methode zur Helligkeitsbestimmung von Sternen in die Astronomie eingeführt hatte. Mit der Fertigstellung des 120-Zentimeter-Spiegelteleskops – seinerzeit das zweitgrößte Fernrohr der Welt – war die Babelsberger Sternwarte das bestausgerüstete Observatorium Europas.
Die Weiterentwicklung der lichtelektrischen Fotometrie, insbesondere im Zusammenhang mit der Untersuchung des Lichtwechsels schwach veränderlicher Sterne, sowie spektroskopische Arbeiten am 120-cm-Spiegel machten die Babelsberger Sternwarte weltweit bekannt. Von 1921 bis 1938 war der Astrophysiker Hans Ludendorff Direktor des Observatoriums.
Anfang 1931 war die von Cuno Hoffmeister in Sonneberg gegründete Sternwarte als Außenstelle an die Sternwarte Babelsberg angegliedert worden. Die bis heute durchgeführte fotografische Himmelsüberwachung im Rahmen des „Sonneberger Felderplans“ ließ in über 60 Jahren die zweitgrößte astronomische Fotoplattensammlung der Welt entstehen. Dieses Archiv und die damit in Zusammenhang stehende Erforschung veränderlicher Sterne machten Sonneberg zu einem Begriff in der Astronomie.
In der Zeit des Nationalsozialismus wurden die jüdischen Mitarbeiter vertrieben; es setzte der Niedergang der Astronomie in Potsdam und Babelsberg ein. Während des Zweiten Weltkriegs wurde kaum astronomisch geforscht.

### Die Entwicklung nach dem Zweiten Weltkrieg

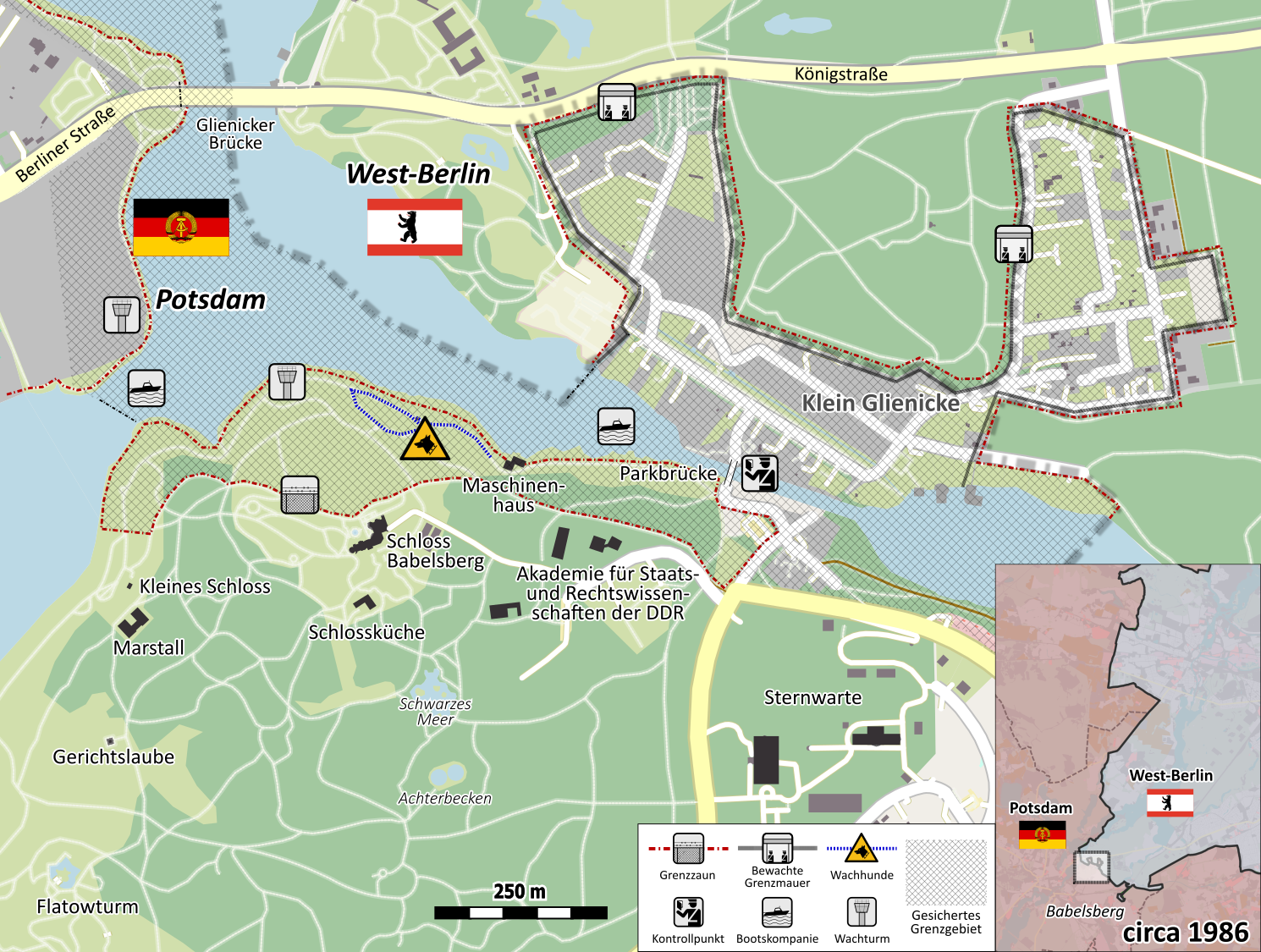
Die Potsdamer Sternwarte lag während der deutschen Teilung in der Nähe des Grenzgebietes.

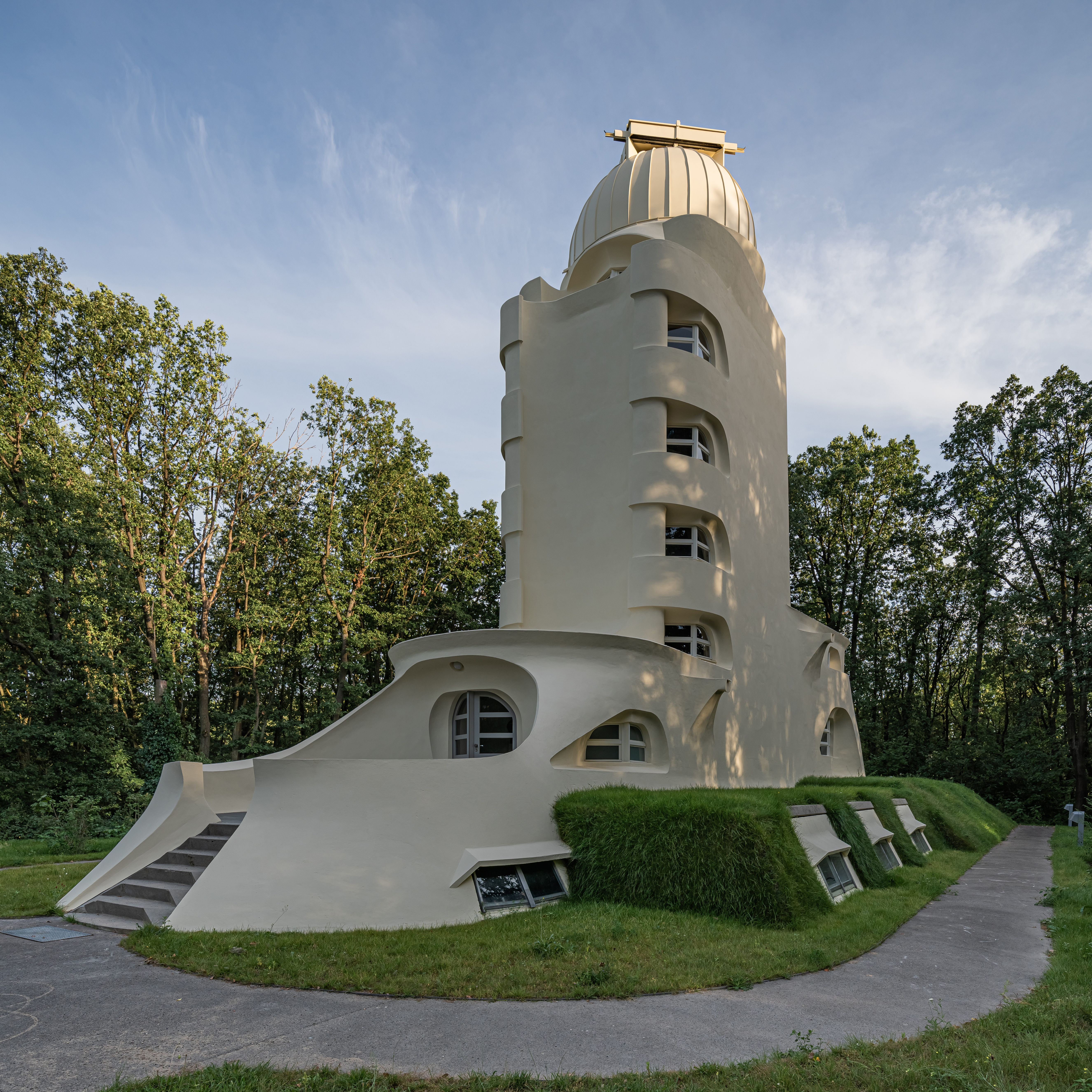
Einsteinturm auf dem Telegraphenberg heute, entworfen von Erich Mendelsohn

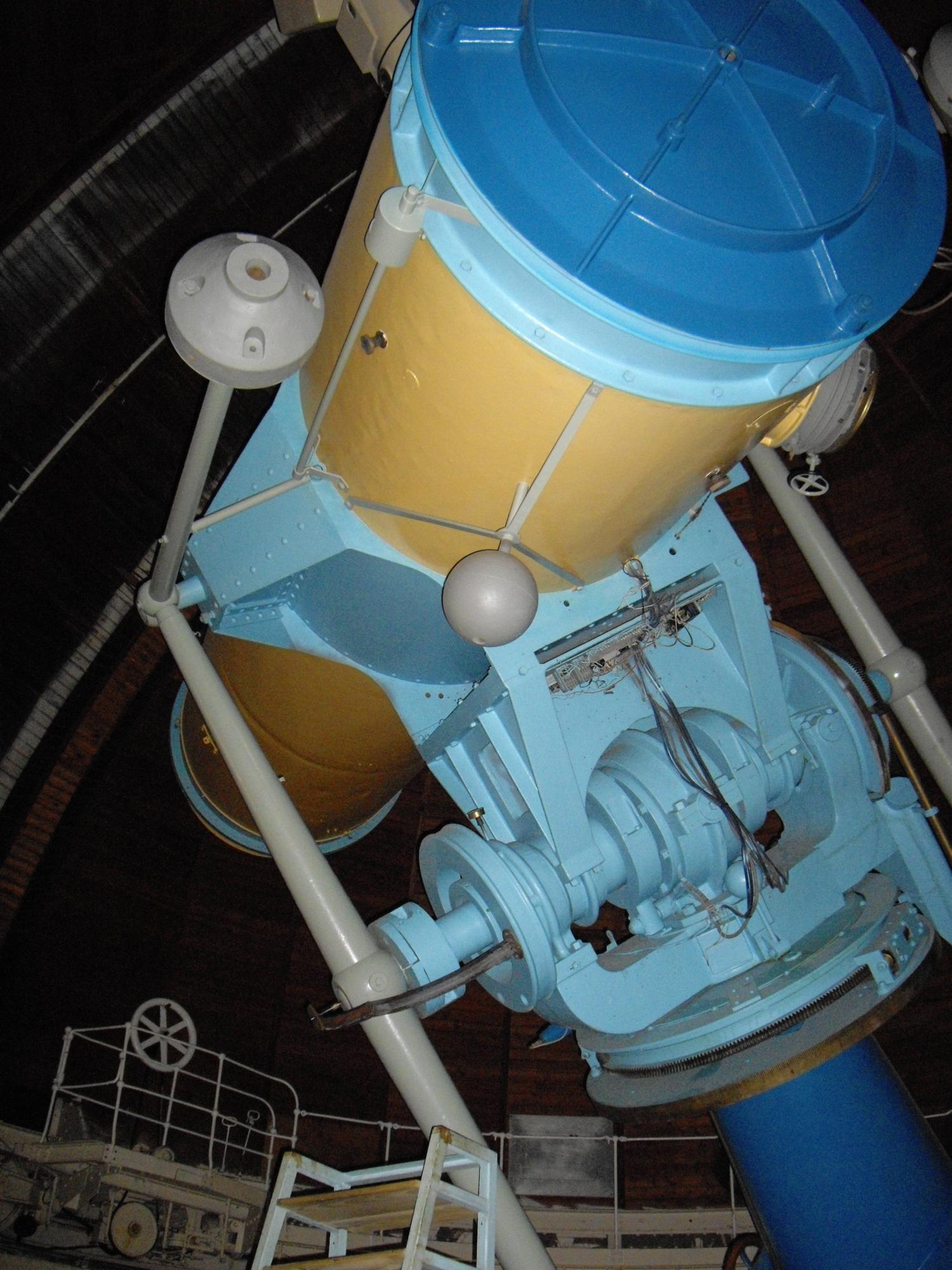
Babelsberger 120-cm-Spiegelteleskop im Krim-Observatorium

Der Wiederbeginn nach dem Kriege war sehr schwierig. Der Einsteinturm hatte beim Luftangriff am 14. April 1945 schwere Schäden erlitten, und in Babelsberg waren wertvolle Beobachtungsinstrumente, demontiert worden und als Reparationsleistung in die Sowjetunion gegangen. So steht das 120-cm-Teleskop heute im Krim-Observatorium.
Anfang 1947 übernahm die Deutsche Akademie der Wissenschaften zu Berlin das Astrophysikalische Observatorium Potsdam und die Sternwarten Babelsberg und Sonneberg. Direktor Hans Kienle übernahm die Redaktion der Fachzeitschrift Astronomische Nachrichten, welche bis heute am AIP herausgegeben wird und damit die älteste noch existierende Fachzeitschrift für Astronomie ist.
Im Juni 1954 nahm das Observatorium für Solare Radioastronomie in Tremsdorf (17 km südöstlich von Potsdam) als Außenstelle des AOP seine Tätigkeit auf.
Im Oktober 1960 wurde das von Carl Zeiss Jena erbaute 2-m-Universal-Spiegelteleskop im Tautenburger Forst bei Jena eingeweiht und damit das Karl-Schwarzschild-Observatorium (heute Thüringer Landessternwarte Tautenburg) gegründet. Dieses Teleskop ist in seiner Schmidt-Variante noch immer die größte astronomische Weitwinkelkamera der Welt und war das wichtigste Beobachtungsinstrument der Astronomen in der DDR.
Im Jahre 1969 entstand im Rahmen der Akademie der Wissenschaften der DDR das Zentralinstitut für Astrophysik. Ein Teil der wissenschaftlichen Aktivitäten betraf kosmische Magnetfelder und Dynamos, verschiedene Turbulenzphänomene, magnetische und eruptive Erscheinungen auf der Sonne, explosive Energieumsetzungen in Plasmen, veränderliche Sterne und Sternaktivität. Ein anderer Teil richtete sich auf die Frühphase der kosmischen Entwicklung und die Strukturbildung im Universum, auf großräumige Strukturen bis hin zu Superhaufen und auf aktive Galaxien; in diesem Zusammenhang wurden insbesondere Methoden der digitalen Bildverarbeitung entwickelt. Darüber hinaus wurden Untersuchungen zur Astrometrie mit dem Schmidt-Teleskop ausgeführt.
Die Arbeit im Zentralinstitut für Astrophysik litt in starkem Maße unter den Einwirkungen des Kalten Krieges. Persönliche Kontakte zu westlichen Kollegen waren außerordentlich schwierig. Mit dem Fall der Mauer im November 1989 verbesserten sich die Möglichkeiten der internationalen Zusammenarbeit massiv.

### Wiedervereinigung und die Gründung des AIP
Auf Grund der Festlegungen des Einigungsvertrags über die Akademie der Wissenschaften der DDR wurde das Zentralinstitut für Astrophysik am 31. Dezember 1991 aufgelöst. Dank der Empfehlungen des Wissenschaftsrates wurde unmittelbar danach, am 1. Januar 1992 auf der Basis der Potsdamer Institutsteile das Astrophysikalische Institut Potsdam gegründet und in die gemeinsame Bund-Länder-Förderung aufgenommen. Um die Zugehörigkeit zur Leibniz-Gemeinschaft zu unterstreichen, wurde das Institut am 15. April 2011 in 'Leibniz-Institut für Astrophysik Potsdam (AIP)' umbenannt.

## Hauptforschungsbereiche

Simulation einer Kollision von zwei Galaxien

Hauptforschungsbereiche des AIP sind „kosmische Magnetfelder“ und „extragalaktische Astrophysik“. Dazu gehören folgende Forschungsabteilungen:
- Magnetohydrodynamik und -turbulenz (MHD): Magnetfelder und Turbulenzen in Sternen, Akkretionsscheiben und Galaxien; Computersimulationen von Dynamos, Magnetinstabilitäten und Magnetokonvektion

- Physik der Sonne: Beobachtung von Sonnenflecken und dem solaren Magnetfeld mit Spektro-Polarimetrie; Helioseismologie und hydrodynamische Rechenmodelle; Studium von koronalen Plasmaprozessen unter anderem mittels der Radio-Astronomie; Betrieb des Observatorium für Solare Radioastronomie (OSRA) in Tremsdorf, mit vier Radioantennen in verschiedenen Frequenzbereichen von 40 MHz bis 800 MHz[4]

- Sternphysik und Sternaktivität: Simulationsrechnungen von Konvektion in Sternatmosphären, Bestimmung stellarer Oberflächenparameter und chemischer Häufigkeiten, Winde und Staubhüllen roter Riesen, Doppler-Tomographie von Sternoberflächenstrukturen, Entwicklung robotischer Teleskope sowie Simulationen von magnetischen Flussröhren

- Milchstraße und die lokale Umgebung: Erforschung unserer Milchstraße, Verständnis der Galaxienentstehung und -entwicklung, Sternpopulationen

- Galaxien und Quasare: Muttergalaxien und Umgebung von Quasaren, Entwicklung von Quasaren und aktiver galaktischer Kerne, Aufbau und Entstehungsgeschichte der Milchstraße, numerische Computersimulationen der Entstehung und Entwicklung von Galaxien

- Kosmologie: Physik des früheren Universums, Dunkle Energie und Dunkle Materie, Simulationsrechnungen der Formation großräumiger Strukturen

## Technische Projekte

### Virtuelles Observatorium

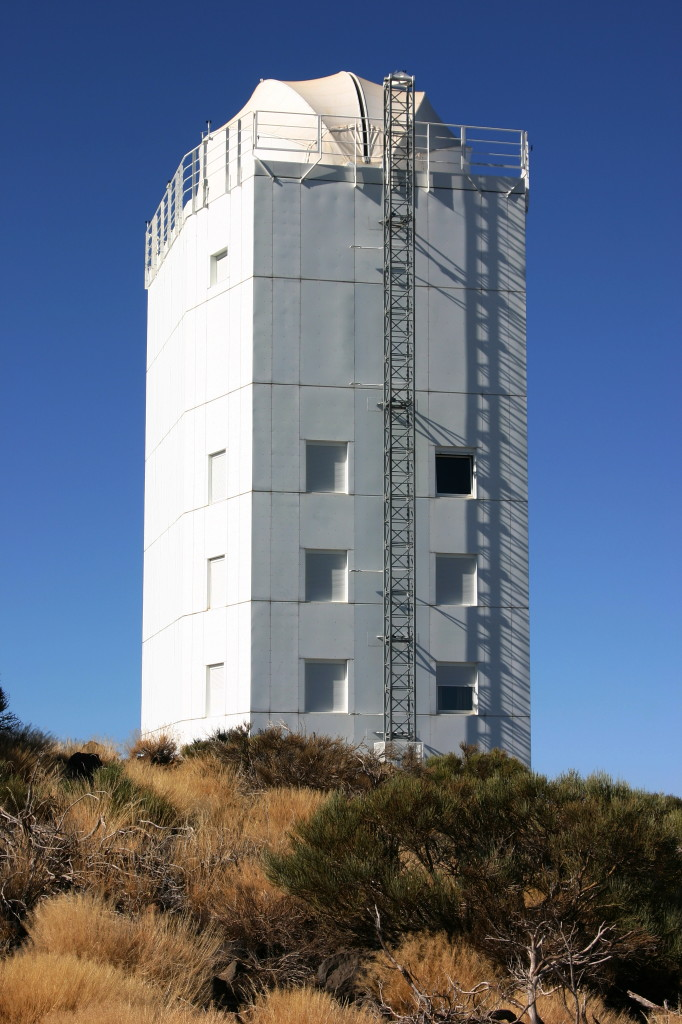
Sonnenteleskop GREGOR

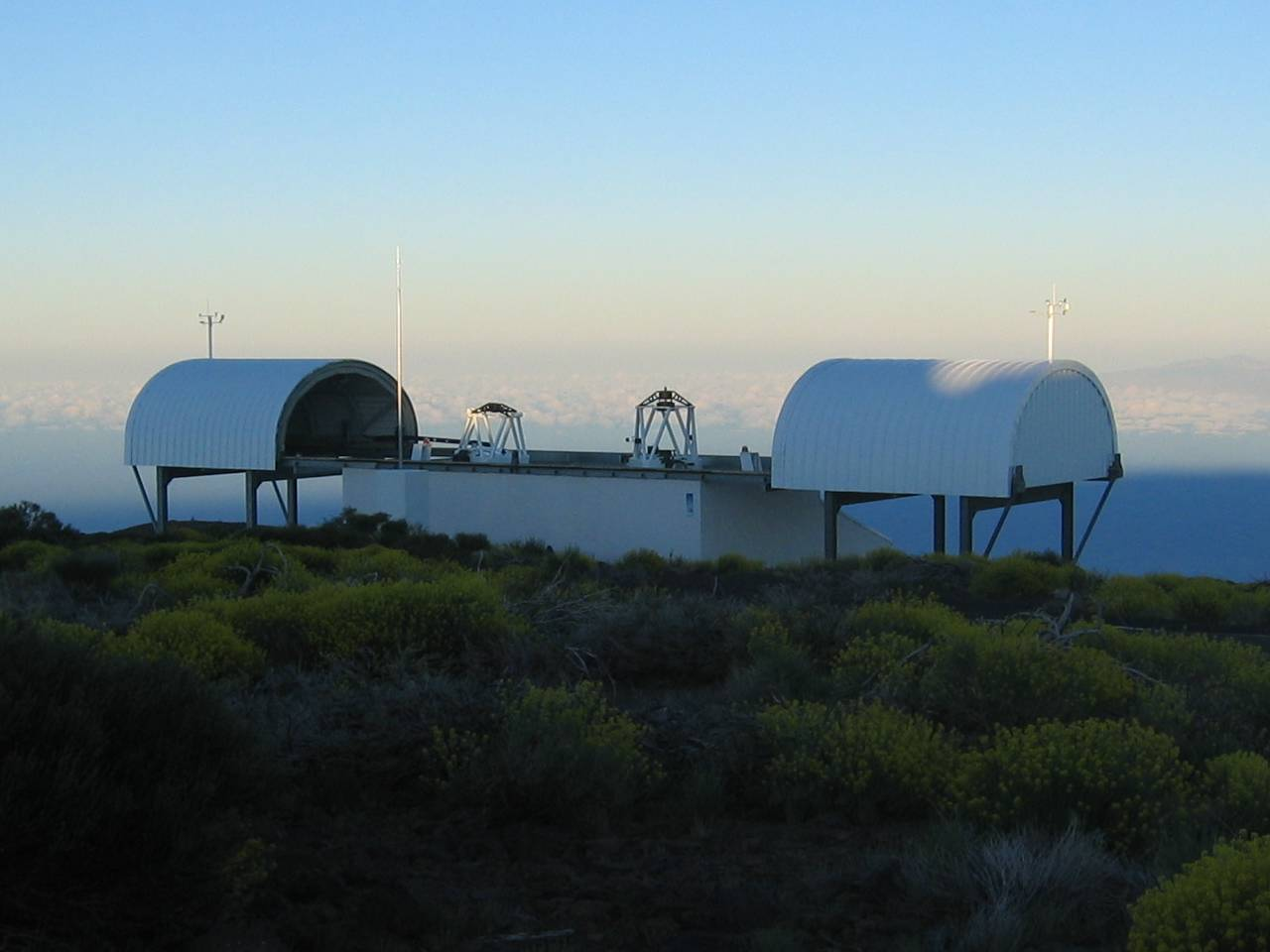
STELLA auf Teneriffa

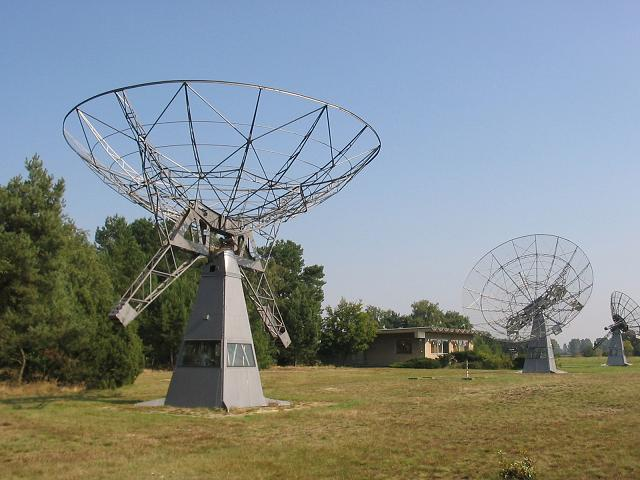
OSRA-Radioantennen in Tremsdorf

Das German Astrophysical Virtual Observatory (GAVO) ist ein E-Science-Projekt, das eine virtuelle Beobachtungsplattform erschafft, um die moderne astrophysikalische Forschung in Deutschland zu unterstützen. Es ist der deutsche Beitrag zu den internationalen Aktivitäten, ein allgemeines Virtual Observatory zu errichten. GAVO ermöglicht den standardisierten Zugriff auf deutsche und internationale Datenarchive.

### GREGOR
GREGOR ist ein 1,5 Meter großes Teleskop für Sonnenforschung am Teide Observatorium auf Teneriffa. Es ist eine neue Bauart eines Sonnenteleskops, welches das vorhergehende 45-Zentimeter-Gregory-Coudé-Teleskop ersetzt. GREGOR ist mit adaptiver Optik ausgestattet und wird eine Auflösung von 70 Kilometer auf der Sonnenoberfläche erreichen. Die Erforschung dieser kleinen Strukturen ist wichtig, um die grundlegenden Prozesse der Wechselwirkung von Magnetfeldern mit den Plasma-Turbulenzen auf die Sonne zu verstehen. Die Entwicklung des Gregor-Teleskops wird geleitet vom Kiepenheuer-Institut für Sonnenphysik unter Beteiligung mehrerer Institute.

### Die AGWs des Large Binocular Telescope
Das AIP ist Partner im LBT-Konsortiums (LBTC) und beteiligt sich finanziell und mit Sachleistungen am Bau des Large Binocular Telescope. Dies beinhaltet sowohl die Entwicklung und den Bau der Optik sowie der mechanischen und elektronischen Komponenten als auch die Entwicklung der Software für die Erfassungs-, Nachführungs- und Wellenfront-Messeinheiten (AGWs). Die AGW-Einheiten sind ein wesentlicher Bestandteil des Teleskops und für die adaptive Optik unerlässlich. Funktionell bestehen sie sowohl aus einem Off-axis- und einem On-axis-Teil.

### The Multi Unit Spectroscopic Explorer
Das Multi Unit Spectroscopic Explorer (MUSE) ist ein Instrument der zweiten Generation für das VLT der ESO. MUSE ist für die Beobachtung der Vorgänger normaler Galaxien bis zu sehr hohen Rotverschiebungen optimiert. Es wird außerdem detaillierte Studien von benachbarten normalen, wechselwirkenden, und Starburstgalaxien liefern.

### Potsdam-Echelle-Polarimetric & Spectroscopic Instrument (PEPSI)
PEPSI ist hochauflösender Spektrograf für das LBT.
Er wird die gleichzeitige Beobachtung von zirkular und linear polarisiertem Licht mit hoher spektraler und zeitlicher Auflösung ermöglichen.
Der Spektrograf befindet sich in einem temperatur- und druckstabilisiertem Raum im Inneren der Teleskopsäule. Das Licht wird mittels Lichtleitfasern vom Teleskop zum Spektrografen geleitet.

### STELLA
STELLA ist ein robotisches Observatorium, das aus zwei 1,2-m-Teleskopen besteht. Es ist ein Langzeitprojekt, um Indikatoren von Sternaktivität auf sonnenähnlichen Sternen zu beobachten. Der Betrieb erfolgt automatisch, die Teleskope entscheiden selbsttätig über die richtige Beobachtungsstrategie.

### Observatorium für Solare Radioastronomie (OSRA)
Mit vier verschiedenen Radioantennen in den Frequenzbändern 40–100 MHz, 100–170 MHz, 200–400 MHz und 400–800 MHz werden Radioemissionen aus der Korona der Sonne aufgezeichnet. Die Antennen des robotischen Observatoriums OSRA folgen der Sonne vollautomatisch.

## Anteile an großen internationalen Forschungsvorhaben

### Large Binocular Telescope

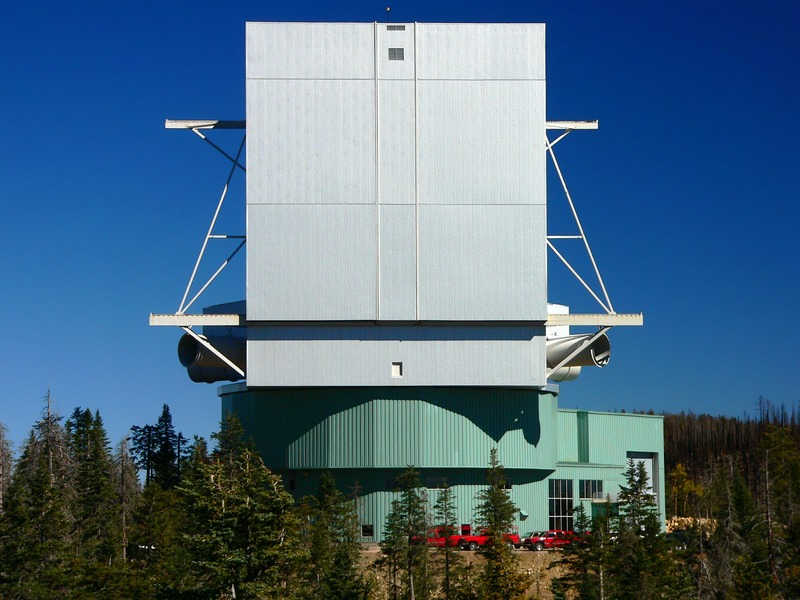
Large Binocular Telescope in Arizona

Das Large Binocular Telescope (LBT) ist ein neues Teleskop auf dem Mt. Grahams in Arizona. Das LBT besteht aus 2 gewaltigen 8,4-Meter-Teleskopen auf einer gemeinsamen Montierung. Mit seinen 110 Quadratmetern Spiegelfläche ist das LBT das größte Teleskop der Welt auf einer einzelnen Montierung, nur übertroffen durch die kombinierten VLTs und Kecks.

### RAVE
Das Radial Velocity Experiment misst bis 2010 die Radialgeschwindigkeiten und Elementhäufigkeiten von einer Million Sterne, vorwiegend auf der südlichen Himmelshalbkugel. Dazu wird der 6dF-Multi-Objekt-Spektrograph beim 1,2-Meter-UK-Schmidt-Teleskop am Anglo-Australian Observatory verwendet.

### Sloan Digital Sky Survey
Der Sloan Digital Sky Survey (SDSS) wird im Detail ein Viertel des gesamten Himmels erforschen und die Position und absolute Helligkeit von mehr als 100 Millionen Himmelsobjekten bestimmen. Außerdem wird es die Distanzen von mehr als eine Million Galaxien und Quasaren abschätzen. Mit Hilfe dieser Studie werden Astronomen fähig sein, die Verteilung großskaliger Strukturen im Universum zu bestimmen. Dies kann Hinweise auf die Entstehungsgeschichte des Universums liefern.

### LOFAR (LOw Frequency ARray)
LOFAR ist ein europäisches Radiointerferometer, das Radiowellen mit vielen Einzelantennen an verschiedenen Orten misst und zu einem Signal kombiniert. Eine dieser internationalen LOFAR Stationen wird vom AIP gegenwärtig in Bornim bei Potsdam aufgebaut.

## Teleskope und Teleskopbeteiligungen des AIP

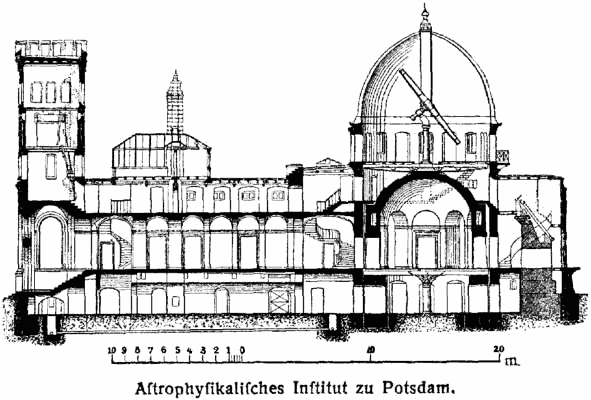
Querschnitt durch das Astrophysikalische Observatorium Potsdam

- Einsteinturm
- Großer Refraktor
- GREGOR
- Large Binocular Telescope
- Meridiankreis[9]
- Observatorium für Solare Radioastronomie (OSRA[4])
- RoboTel[10]
- STELLA[5]
- VTT (Beteiligung mit KIS[11])
- Zeiss-70-cm-Spiegelteleskop[12]
- Zeiss-50-cm-Spiegelteleskop[13]
- Zeiss-Refraktor[3]